# زلاتا آداموفسکووا
زلاتا آداموفسکووا (چکی: Zlata Adamovská؛ زادهٔ ۹ مارس ۱۹۵۹) بازیگر اهل جمهوری چک است.
او در پراگ به دنیا آمد و در تعدادی از فیلم‌ها و مجموعه‌های تلویزیونی از جمله آمبولانس و شب ماه زمردین نقش‌آفرینی کرده است؛ فیلمی که در سی‌وپنجمین جشنوارۀ بین‌المللی فیلم برلین به نمایش درآمد. از سال ۱۹۹۰، او عضو گروه بازیگران تئاتر وینه‌رادی بوده است. در دسامبر ۲۰۱۸، با ایفای نقشی در فیلمی به نام زنان فراری موافقت کرد. او در این فیلم نقش «ورا» را بازی می‌کند، زنی با سه خواهر که نقش آنها توسط ترزا کوستکووا، ورونیکا کک کوباژووا و ینووفا بوکووا ایفا می‌شوند.
از سال ۲۰۱۹، او در تئاتر استودیو دی‌وی‌ای در چند نمایش از جمله میزری، خاطره‌ها باقی می‌مانند و... به روی صحنه رفته است.
از فیلم‌هایی که وی در آن‌ها نقش داشته است، می‌توان به مرد جوان و موبی دیک، ساختمان پزشکان در باغ رز، زنان فراری و فرشته تبهکار اشاره نمود.